# 赖根杰
赖根杰（Raiganj）是印度西孟加拉邦Uttar Dinajpur县的一个城镇。总人口165222（2001年）。

## 人口
该地2001年总人口165222人，其中男性87489人，女性77733人；0—6岁人口18423人，其中男9516人，女8907人；识字率75.11%，其中男性为78.67%，女性为71.09%。